# Дорсман Світлана Володимирівна
Світлана Володимирівна Дорсман (до 2014 року — Лідяєва; 11 грудня 1993, Маріуполь, Донецька область, Україна) — українська волейболістка, центральний блокуючий. Майстер спорту України міжнародного класу. Переможниця європейської ліги 2017 і 2023 років, учасниця чотирьох континентальних першостей.

## Із біографії
Волейболом почала займатися з тринадцяти років у шкільної секції Маріуполя, а через півроку була прийнята до групи підготовки клубу «Сєвєродончанка», де продовжила відшліфовувати майстерність у тренера Надії Дмитрівни Салахутдінової. З 2007 року виступала за дублюючий склад клубу, а з сезону 2009/10 — в основі. Неодноразово була призером чемпіонатів і Кубка України. По одному сезону захищала кольори азербайджанських команд «Азерйол», «Азеррейл» (обидві з Баку) і польського клубу «Островець-Свентокшиський». З 2019 року — гравець «Липецька». У вересні 2021 поповнила склад команди другого за рівнем українського дивізіону Академія «Прометея» з Кам'янського.
У національній збірній дебютувала 2011 року. Учасниця в чотирьох чемпіонатів Європи і чотирьох розіграшів Євроліги. У 2017 і 2023 разом вигравала золоті нагороди Євроліги. 
У складі студентської збірної України стала срібним призером Універсіади 2015 року в Південній Кореї. На цих змаганнях представляла Тернопільський національний економічний університет.
За результатами опитування Федерації волейболу України серед тренерів, капітанів команд, спортивних журналістів і експертів була визнана найкращою волейболісткою України в 2023 році

## Досягнення
- Переможець Євроліги (2): 2017, 2023
- Срібний призер Універсіади (1): 2015
- Чемпіон України (2): 2023, 2024
- Срібний призер чемпіонату України (2): 2014, 2015
- Бронзовий призер чемпіонату України (3): 2011, 2012, 2016
- Володар кубка України (1): 2024
- Срібний призер кубка України (3): 2013, 2014, 2015
- Володар суперкубка України (1): 2023
- Бронзовий призер кубка України (1): 2016
- Чемпіон Азербайджану (1): 2018
- Бронзовий призер чемпіонату Азербайджану (1): 2017

## Клуби
| Роки      | Команди                    |
| --------- | -------------------------- |
| 2009—2010 | «Сєвєродончанка-2»         |
| 2009—2016 | «Сєвєродончанка»           |
| 2016—2017 | «Азерйол» (Баку)           |
| 2017—2018 | «Азеррейл» (Баку)          |
| 2018—2019 | «Островець-Свентокшиський» |
| 2019—2021 | «Липецьк»                  |
| 2021—2022 | Академія «Прометей»        |
| 2022—2024 | СК «Прометей» (Дніпро)     |
| 2024—2025 | «Палац» (Бидгощ)           |
| 2025—     | «Девелопрес» (Ряшів)       |

## Статистика
Статистика виступів у єврокубках:
| Сезон   | Клуб              | Турнір         | Ігри | Сети | Очки | Ср.  | Примітки |
| ------- | ----------------- | -------------- | ---- | ---- | ---- | ---- | -------- |
| 2009/10 | «Сєвєродончанка»  | Кубок ЄКВ      |      |      |      | ,    |          |
| 2011/12 | «Сєвєродончанка»  | Кубок виклику  |      |      |      | ,    |          |
| 2017/18 | «Азеррейл» (Баку) | Кубок виклику  | 2    | 7    | 24   | 3,43 |          |
| 2022/23 | «Прометей»        | Ліга чемпіонів | 5    | 19   | 51   | 2,68 |          |
| 2023/24 | «Прометей»        | Ліга чемпіонів | 8    | 31   | 91   | 2,94 |          |

У збірній:
| Рік    | Турнір                   | Ігри | Сети | Очки | Ср.  | Місце | Примітки |
| ------ | ------------------------ | ---- | ---- | ---- | ---- | ----- | -------- |
| 2011   | Чемпіонат Європи         | 2    | 4    | 1    | 0,25 |       |          |
| 2017   | Євроліга                 | 10   | 35   | 99   | 2,83 | 1     |          |
|        | Чемпіонат Європи         | 3    | 6    | 7    | 1,17 |       |          |
| 2019   | Євроліга                 | 6    | 19   | 78   | 4,11 |       |          |
|        | Чемпіонат Європи         | 5    | 7    | 12   | 1,71 |       |          |
| 2022   | Євроліга                 | 4    | 18   | 44   | 2,44 |       |          |
| 2023   | Євроліга                 | 7    | 25   | 83   | 3,32 | 1     |          |
|        | Кубок претендентів       | 3    | 11   | 31   | 2,82 | 4     |          |
|        | Чемпіонат Європи         | 6    | 22   | 62   | 2,82 | 9-16  |          |
|        | Олімпійська кваліфікація | 7    | 24   | 76   | 3,17 |       |          |
| 2024   | Золота євроліга          | 6    | 22   | 67   | 3,05 | 5     |          |
| Всього | Всього                   | 59   | 193  | 560  | 2,90 |       |          |

## Галерея

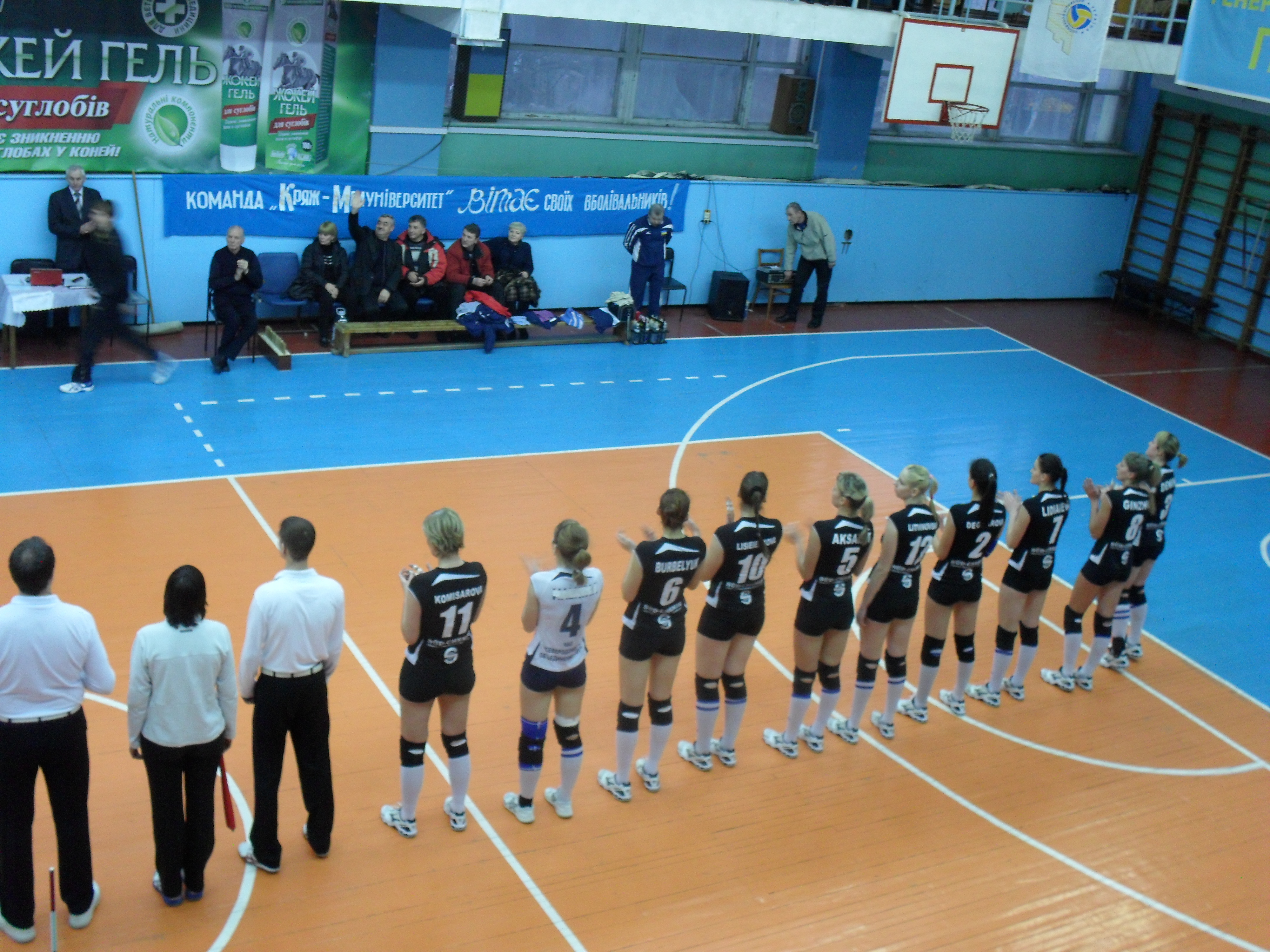
Світлана Лідяєва (№ 7).
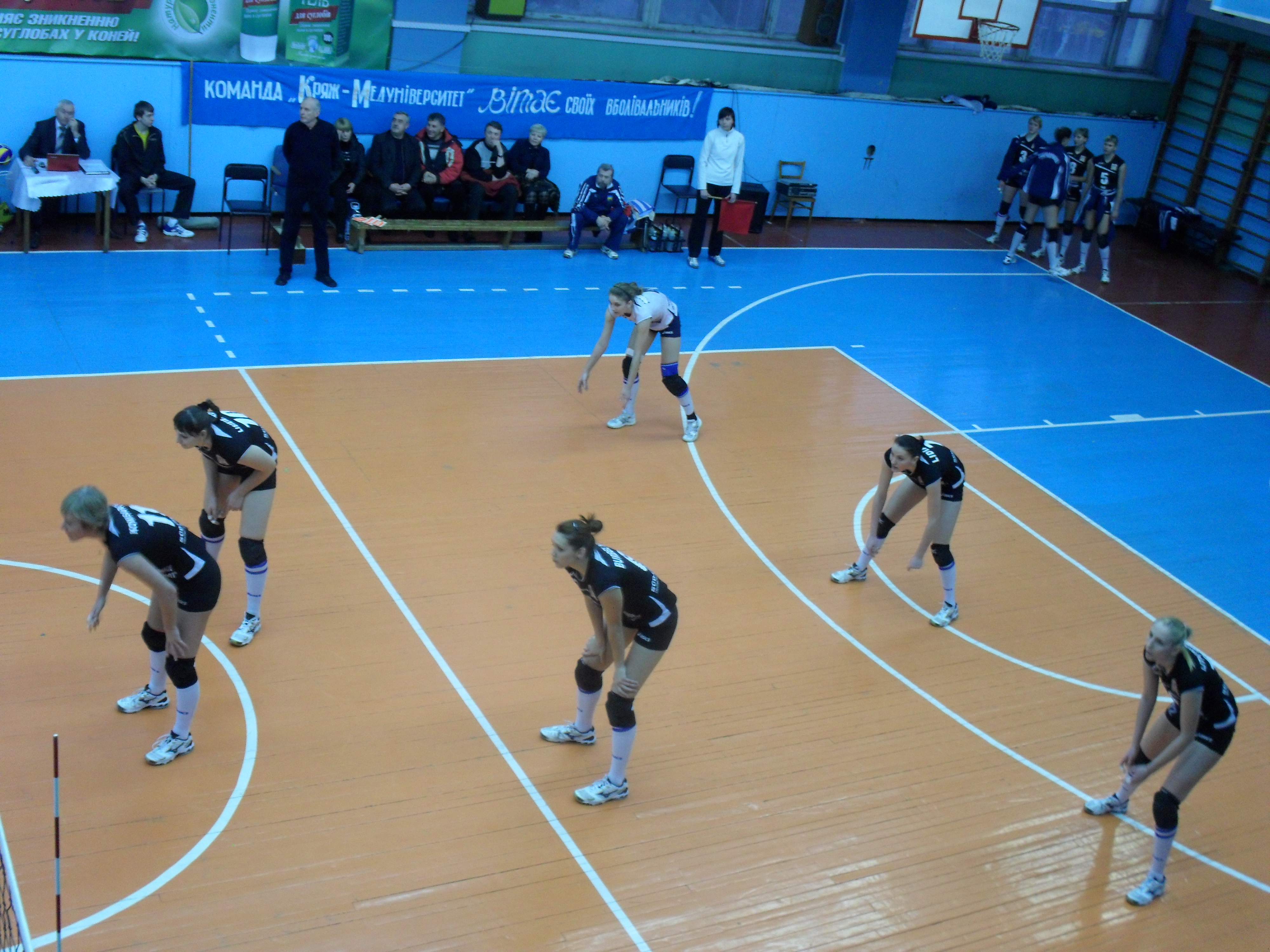
Світлана Лідяєва — друга з правого боку.